# Vasili Yeroşenko
Vasily Yakovlevich Yeroshenko (em russo: Василий Яковлевич Ерошенко; em ucraniano: Василь Якович Єрошенко; 12 de janeiro de 1890 - 23 de dezembro de 1952) foi um escritor, tradutor, esperantista, linguista, viajante, poeta e professor ucraniano, mais conhecido pelo seu trabalho em esperanto e japonês apesar da sua cegueira.